# طوندوس (مسلسل)
طوندوس هو مسلسل كوميدي مغربي يُعرض في شهر رمضان من عام 2020 على دوزيم. من إخراج أمير الرواني، ويشارك في بطولته حسن الفد ومجموعة من الممثلين المغاربة الشباب. 

## القصة
تُسلّط السلسلة الضوء على المواضيع والشخصيات التي تحظى بمتابعة واسعة، وتتصدر «الترند» المغربي بالرغم من أنها لا تحمل مضامين ذات فائدة.